# Australian Journal of Biblical Archaeology
Das Australian Journal of Biblical Archaeology (Abkürzung AJBA) war eine Fachzeitschrift zur Biblischen Archäologie.
Sie wurde von Eugene Stockton und der Australian Society for Biblical Archaeology am Department of Semitic Studies der University of Sydney herausgegeben. Der erste Teilband erschien 1968, nach dem dritten Teilband des Bandes 2 wurde ihr Erscheinen 1975 eingestellt. Ihr Fokus lag auf biblischen Schrift- und für das Verständnis der Bibel relevanten Sprachzeugnissen, archäologisch gewonnenen historischen Erkenntnissen biblischer Ereignisse und der Sozialgeschichte in biblischer Zeit.
Die meisten Aufsätze des Australian Journal of Biblical Archaeology wurden online verfügbar gemacht.